# 佐太神社
佐太神社（さだじんじゃ）は、島根県松江市鹿島町佐陀宮内にある神社。出雲国二宮、旧社格は国幣小社。出雲國神仏霊場第四番。9月25日の御座替祭の前夜に行われる佐陀神楽が知られる。
「茣蓙替祭」は『出雲国風土記』にも記される年中行事。神職らは、本殿などの23ヶ所の茣蓙を取り替える。また、この夜は茣蓙を清める「七座神事」も奉納される。(引用：安達彰『安達彰　写真集　ユネスコ文化遺産佐陀神能』)
近辺に銅鐸・銅剣が出土した志谷奥遺跡がある。(引用：増尾敏弘『出雲神社探訪　出雲國風土記所載神社　全399社』)

## 祭神
正殿、北殿、南殿に、秘説四柱を含めて12柱が祭られている。
正殿
以下の五柱。
佐太御子大神（さたみこのおおかみ）
伊弉諾尊（いざなぎのみこと）
伊弉冉尊（いざなみのみこと）
速玉男命（はやたまのおのみこと）
事解男命（ことさかおのみこと）
北殿
以下の二柱。
天照大神（あまてらすおおかみ）
瓊々杵尊（ににぎのみこと）
南殿
以下の計五柱。
素盞嗚尊（すさのおのみこと）
秘説四柱（ひせつよはしら）

### 神紋
- 正殿:扇の地紙
- 北殿:輪違
- 南殿:二重亀甲

### 佐太大神
現在の神社側の公式見解では、正殿の主祭神である佐太御子大神とは猿田彦神のことであるとしている。佐太大神は『出雲国風土記』に登場し、神魂命の子の枳佐加比売命を母とし、加賀の潜戸で生まれたという。現在では、神名の「サダ」について、猿田の本来の読みであるという説、狭田すなわち狭く細長い水田の意とする説、岬の意とする説、等のほか諸説がある。

## 歴史

### 創建
秋鹿郡佐田大社之記に、垂仁54年（西暦134年）の創建、養老元年（西暦717年）に再建されたとある。

### 社名の変遷
『出雲国風土記』秋鹿郡条に「佐太御子社」と記載されている。延喜式神名帳には「佐陀神社」と記載されている。中世に入ると「佐陀大明神」とか「佐陀大社」、「佐陀三社大明神」などと呼ばれるようになった。明治に入り現在の「佐太神社」に改称した。

### 神階
日本三代実録より
- 貞観元年（859年） 従五位下
- 貞観9年（867年） 従五位上
- 貞観13年（871年） 従四位下

### 社領
康元元年（1256年）の『社領注進状』（出雲大社所蔵）によれば280丁と、杵築大社（現:出雲大社）に匹敵するほどの社領を有していたという。宝永3年（1706年）の『佐陀大社勘文』によれば、島根郡と秋鹿郡に7000石の社領と224人の神人を有していたが太閤検地によって大幅に減じられ、堀尾吉晴の時代になって200石まで回復したという。江戸時代に入ると杵築大社とともに出雲国内の神社を管轄しそれらを支配する「触下制度」を確立した。佐陀大社の管轄は島根郡、秋鹿郡、意宇郡の西半分と楯縫郡の神社であった。

### 近現代
明治維新時に神祇官の命を受けた松江藩により、祭神を猿田彦命と明示するように指示された際、神社側は一旦はそれを拒んだが、後に従った。藩の神祠懸に、正殿の秘説一座の神名を明らかにし、これを「古史伝」の説に従って「猿田彦命」とせよという強硬な命令を受けたことは、当社にとって根本を揺るがす大問題であった。正神主以下、祖法を楯に挙って猛反対したという。しかし藩はこれを聞かず、明治3年6月に至り、祭神を「佐太御子神」として顕示することで結着した。しかしそれでもなお収まらず、同12年に主神を「佐太大神」としたが、さらに18年、「佐太御子大神」と書替えるに至った。
明治4年 (1871年) には近代社格制度において郷社に列格し、2年後の明治6年には県社に昇格、そして昭和3年には国幣小社に昇格した。
康元元年（1256年）の「社領注進状」（出雲大社所蔵）によれば、かつての佐太神社の社領は280丁と、杵築大社に匹敵するほどの敷地を有していたという。宝永3年（1706年）の「佐陀大社勘文」によれば、島根郡と秋鹿郡に7000石の社領と224人の神人を有していたが、太閤検地によって大幅に減じられた。
平成26年、正中殿などの修理が行われており8月に修理見学会が開催された。

## 建造物
- 正殿
- 北殿
- 南殿
- 拝殿
- 神楽殿
- 宇多紀神社（式内社）
- 日田神社（式内社）
- 御井神社（式内社論社）
- 垂水神社（式内社）

## 文化財

### ユネスコ無形文化遺産
- 佐陀神能

### 国の重要文化財
本殿は3棟の大社造の建物が並ぶ「三殿並立」と呼ばれる珍しい形式である。
建造物
- 佐太神社 3棟 - 文化4年（1807年）
  - 正中殿
  - 北殿
  - 南殿
  - 附：棟札3枚、指図板1枚

工芸品
- 彩絵檜扇・龍胆瑞花鳥蝶文扇箱 - 平安時代
- 色々威胴丸（兜・大袖付） 附：鎧唐櫃1合 - 室町時代
- 色々威五十八間筋兜 - 室町時代
- 色々威腹巻（兜・大袖付） - 室町時代

※「胴丸」「腹巻」は鎧の一種

### 国の重要無形民俗文化財
- 佐陀神能

### 県指定有形文化財
彫刻
- 舞楽面 陵王 - 鎌倉時代

工芸品
- 鏡二面（一括指定）
  - 円鏡線刻十一面観音坐像 - 鎌倉時代初期
  - 鏡像 方鏡著彩阿弥陀如来来迎図 - 南北朝時代
- 黒漆御供台（三基） - 応安2年（1369年）
- 大野太刀 - 室町時代初期
- 大野太刀 - 南北朝時代
- 蛭巻薙刀拵 - 室町時代
- 鰐口 - 嘉吉2年（1442年）

## 主な行事
祭礼は古来75度あったと言われるが、近世にはすでに行われなくなったものもかなりあると見られている。
- 2月3日　節分祭(引用：安達彰『安達彰　写真集　ユネスコ文化遺産佐陀神能』)

- 2月15日 管粥神事
- 5月3日 直会祭
- 5月20日 - 5月25日 神在祭裏祭
- 7月15日 御田植祭
- 9月24日 御座替神事
- 9月25日 例祭
- 11月20日 - 11月25日 神在祭[8]

## 交通
- JR松江駅6番のりばから一畑バス恵曇連絡所行き約28分、佐太神社前下車